# Unsichtbarkeit
Unsichtbarkeit ist jener Zustand, in dem ein Gegenstand, eine Substanz oder eine Strahlung für das menschliche oder tierische Auge nicht wahrnehmbar ist. Bei der Unsichtbarkeit im engeren Sinne handelt es sich um physikalische Umgebungsbedingungen, unter denen ein normalerweise sichtbarer Gegenstand für Menschen nicht mehr erkennbar ist.

## Bedeutung
Unsichtbarkeit ist von relativ großer Bedeutung in vielen Bereichen. Für Räuber und Beute, also bei Lebewesen sowohl im Tier- wie auch im Pflanzenreich, ist es ein wichtiger Faktor, um selbst im Sinne der Arterhaltung erfolgreich zu sein.
Für den Menschen ist das Thema wichtig im Bereich der Spionage, des Militärs, der Astronomie, der Verhaltenswissenschaften, der Philosophie und in den Künsten. Von diesen Interessengebieten angestiftet, befassen sich die Physik, die Chemie und andere Disziplinen damit. Allgemein bringt das Verständnis von Szenarien, in denen ein Umgebungszustand momentan nicht wahrnehmbar ist, auch ein Verständnis darüber, wo die Grenzen dieser Wahrnehmungslücke zu finden sind und wie diese Grenzen umgangen werden können. Es herrscht weiterhin einerseits das Interesse, einen solchen Zustand der relativen Unsichtbarkeit gezielt herbeizuführen und andererseits auch, gezielt entsprechend unsichtbare Dinge enttarnen zu können.

## Einfache Beispiele
Für den Menschen und seine Wahrnehmung gilt:
1. Licht ist unsichtbar, wenn es nicht in das Auge eines Betrachters fällt.
2. Elektromagnetische Wellen mit anderen Wellenlängen als das Licht sind unsichtbar, auch wenn sie in das Auge des Menschen fallen.
3. Farblose Gase, wie beispielsweise die Luft, sind aufgrund ihrer geringen Wechselwirkung mit elektromagnetischen Wellen des Lichts unsichtbar.
4. Schnell bewegte Gegenstände, wie z. B. Pistolenkugeln, sind aufgrund ihrer hohen Geschwindigkeit unsichtbar.
5. Kleine Objekte, wie z. B. Mikroorganismen, sind aufgrund ihrer geringen Größe unsichtbar.
6. Weit entfernte Objekte, wie z. B. Galaxien, sind aufgrund ihrer großen Entfernung, und auch aufgrund ihrer geringen scheinbaren Helligkeit unsichtbar.

Die Beispiele 5 und 6 für die Unsichtbarkeit beruhen vorwiegend auf dem Auflösungsvermögen des menschlichen Auges von rund einem Millimeter Größe bei 3,5 m Abstand (Winkel von einer Bogenminute).
Durchsichtige Objekte, die in Flüssigkeiten mit ähnlichem Brechungsindex eingebettet sind, werden unsichtbar. Bei der Anwendung in der Immersionsmikroskopie werden zu diesem Zweck die Glasflächen mit Öl bedeckt, um die Grenzflächenreflexion zu vermindern. In der Natur befinden sich viele durchsichtige Lebewesen im Wasser, wo sie weitgehend unsichtbar sind. Nimmt man diese Lebewesen aus dem Wasser heraus, dann sind sie deutlich erkennbar, weil der Brechungsindex der Luft sich deutlich von dem des Wassers unterscheidet.
Eine weitere Ursache für Unsichtbarkeit ist eine zu geringe Helligkeit, wie unter anderem in der Nacht (siehe auch Beispiel 6). Auch in einer Umgebung, die mit einem lichtstreuenden Nebel oder Rauch ausgefüllt ist, sind Gegenstände unsichtbar wenn sie sich außerhalb des dann reduzierten Sichtfelds befinden.

### Verdeckung
Wenn sich dieser Gegenstand hinter einem anderen Gegenstand befindet, dann ist er zwar für den Betrachter unsichtbar, aber man sieht dann den anderen Gegenstand davor. Einem intelligenten Betrachter, der im Szenario anwesend ist, wird es also möglicherweise ein Anliegen sein, auch die ihm momentan verdeckten Bereiche früher oder später zu inspizieren, sofern der abdeckende Gegenstand für ihn irgendwie erkennbaren Anlass dazu gibt. Es besteht dabei die Möglichkeit, dass hier nur aus einer Richtung, aus mehreren oder gar aus allen heraus verdeckt wird. Die Unsichtbarkeit wird dabei nicht durch eine Eigenschaft des Gegenstands herbeigeführt, sondern vielmehr durch die Eigenschaften des abdeckenden Gegenstands. Beispielsweise verdeckt eine Konservendose ihren Inhalt nach allen Richtungen hin. Lackiert man diese Dose nun schwarz und stellt sie vor einen ebenso schwarzen Hintergrund, wird die Dose samt Inhalt unsichtbar. Es wurde lediglich die Dose manipuliert, während der Inhalt nicht angetastet wurde.

### Indirekte Wahrnehmung
Um einen Gegenstand unsichtbar zu machen, genügt es oftmals nicht, zu verhindern, dass Licht von diesem Gegenstand zum Beobachter gelangt. Selbst wenn dieser Gegenstand völlig schwarz ist und damit kein Licht von ihm zum Beobachter gelangt, verdeckt er dennoch einen Teil des Hintergrundes. Sofern dieser nicht ebenso völlig schwarz ist, wird der Gegenstand durch seine Kontur wahrnehmbar.
Falls ein Gegenstand genau die gleiche Farbe und Helligkeit wie seine Umgebung und sein Hintergrund hat, ist er dennoch unsichtbar.
Typische reale Hintergründe sind strukturiert und ändern ihre Eigenschaften mit der Zeit, etwa durch den Blickwinkel eines sich bewegenden Betrachters oder je nach Tageszeit und Lichteinfall. Ein militärischer Tarnanzug oder auch ein Tarnanstrich versucht, ein bestimmtes Szenario, z. B. Wald, Wüste oder Steinlandschaften, in seinem Aussehen nachzubilden. Dabei wird ein mehr oder minder flüchtiger Betrachter mit erhöhter Wahrscheinlichkeit die Kontur des jeweiligen Trägers nicht mehr vom Umgebungseindruck trennen können. Diese Wahrscheinlichkeit nimmt ab, wenn sich Objekt und Hintergrund zueinander bewegen und der Beobachter in der Lage ist, eigenständige Bewegungsfelder aus dem Szenario zu identifizieren.
Einige Vertreter der Weichtiere beherrschen die Methoden der Tarnung besser als der Mensch. Kraken können das Aussehen des Hintergrundes besser als jeder menschliche Tarnanzug simulieren. Der Gallertkalmar ist nahezu durchsichtig. Der Waffenkalmar hat an der Unterseite Leuchtorgane, die seine dunkle Silhouette vor der Wasseroberfläche überstrahlen können.

## Technisch-Physikalische Konzepte für Unsichtbarkeit

### Unsichtbarkeit mit photonischen Kristallen

Brechung-Reflexion-Brechung

Eine theoretisch vorstellbare Möglichkeit einer Rundum-Unsichtbarkeit könnte auf der Basis von Brechung-Reflexion-Brechung beruhen. Eine Hohlkugel aus photonischen Kristallen (Metamaterialien) und Materialien mit negativem Brechungsindex (linkshändige Materialien) mit dem für diese üblichen exotischen Brechungs- und Reflexionsverhalten könnte das aus allen Raumrichtungen kommende Licht geordnet umleiten. Die Hohlkugel aus photonischen Kristallen sollte aus allen Raumrichtungen dieselben optischen Eigenschaften haben, und die Lichtstrahlen könnten einander ungehindert überkreuzen, weil die Photonen zu den Bosonen gehören. An Stelle der Hohlkugel könnte man für die ersten Versuche einen Hohlzylinder mit senkrecht stehender Achse verwenden, der dann aus allen waagrechten Blickrichtungen unsichtbar wäre.

Kontinuierlich variierender Brechungsindex

Im Oktober 2006 gelang es Wissenschaftlern erstmals, eine Tarnkappe herzustellen. Dabei wurden Mikrowellen um einen Ring herumgelenkt, der aus mehreren Lagen Kupferdraht und Glasfaserfolien bestand, sodass dieser die Strahlung nicht reflektierte und im entsprechenden elektromagnetischen Bereich teilweise unsichtbar erschien. Licht konnte jedoch noch nicht abgelenkt werden. Das Verfahren funktioniert bisher nur auf einer Ebene und nicht mit dreidimensionalen Objekten.
2010 gelang es Forschern einen flexiblen Polymerfilm zu erzeugen, eine Art Metamaterial, das auch sichtbare Wellenlängen um 620 nm ablenkt.

### Unsichtbarkeit mit Spiegeln
Viel einfacher als die Rundum-Unsichtbarkeit lässt sich die Unsichtbarkeit für nur eine Blickrichtung zumindest für einen menschlichen Betrachter glaubhaft realisieren. Dabei werden die Lichtstrahlen eines bestimmten Blickfelds um das Objekt herum geleitet. Da sich jedoch die Entfernung durch die Umleitung leicht ändert, ist eine perfekte Identität nicht erreichbar. Ebenso werden auch immer gewisse Reste der Spiegelkanten erkennbar bleiben. Der Beobachtungspunkt ist in gewissen Grenzen flexibel.

#### Planspiegel-Anordnung
Bei dieser Anwendung ist es günstig, wenn die Spiegel, ähnlich wie jene von Overhead-Projektoren auf der Vorderseite verspiegelt sind. Dadurch vermeidet man störende Mehrfach-Reflexionen an der Glasoberfläche. Für eine seitenrichtige Darstellung des Bildes ist immer eine gerade Anzahl von Spiegeln erforderlich (diese Regel gilt nur für Planspiegel).
Das Problem bei der Unsichtbarkeit mit Spiegeln ist, dass man die Spiegel so anordnen muss, dass sie selbst kaum zu sehen sind. Bei der Verwendung von vier Planspiegeln nach der Art eines doppelten Periskops ist immer noch ein Planspiegel von der Rückseite her zu sehen. Bei der Verwendung von drei Planspiegeln steht das Bild des Hintergrundes auf dem Kopf.

Unsichtbarkeitsgerät, Animation
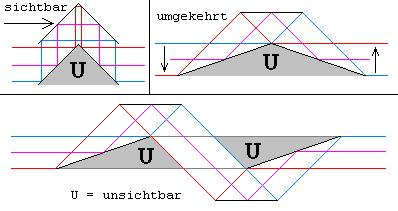
Unsichtbarkeit mit Spiegeln, Prinzip
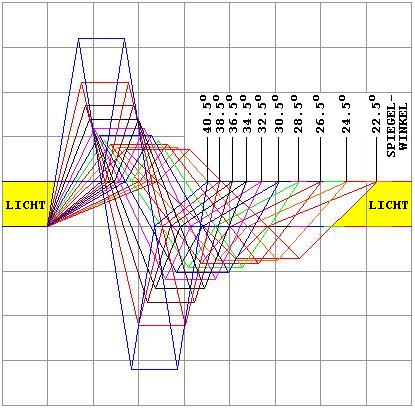
Optimierung des 4-Spiegel-Systems
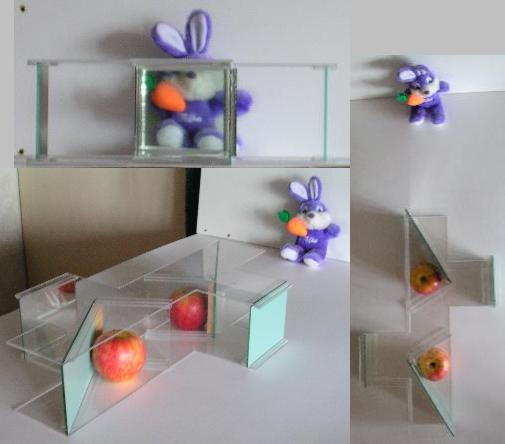
Unsichtbarkeitsgerät, drei Ansichten

Mit vier Planspiegeln kann man das Bild des Hintergrundes um den unsichtbar zu machenden Gegenstand im Zickzack herum leiten, wobei zwei unsichtbare Zonen entstehen. Der Flächenbedarf eines 4-Spiegel-Systems ist dann am geringsten, wenn die beiden schrägen Spiegel (in den Zeichnungen links und rechts zu sehen) um 30 Winkelgrade gegen die Lichtstrahlen geneigt sind. Die beiden Hilfsspiegel (in den Zeichnungen oben und unten zu sehen) müssen immer parallel zu den Lichtstrahlen ausgerichtet sein und sollten auch möglichst dünn sein. Weitere Informationen findet man in der Bildbeschreibung der Optimierung des 4-Spiegel-Systems.

#### Parabolspiegel-Anordnung
Mit zwei parabolischen Zylinderspiegeln und einem schmalen Planspiegel kann das Bild des Hintergrundes um einen Gegenstand herum geleitet werden, so dass er zumindest aus einer Richtung zu verschwinden scheint. Große parabolische Zylinderspiegel sind allerdings relativ teuer, und das Gesamtsystem ist stark blickwinkelabhängig. Der in der Brennlinie der beiden parabolischen Zylinderspiegel liegende Planspiegel, und auch seine beiden Stützen, sollten möglichst dünn sein.

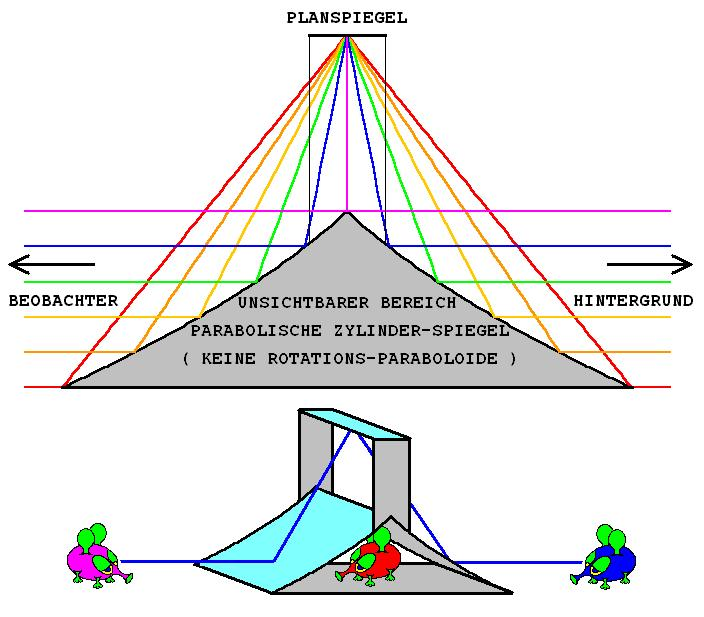
Unsichtbarkeit mit Parabol-Zylinderspiegeln
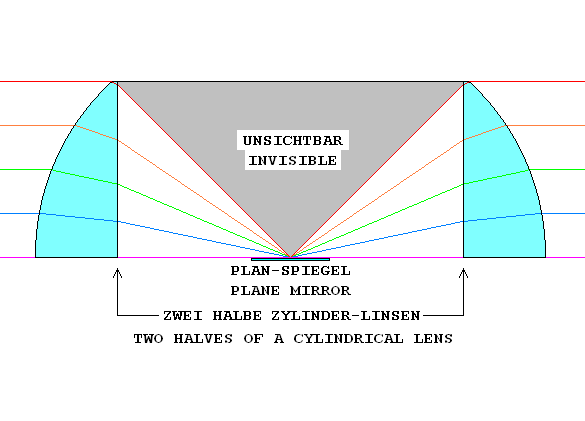
Unsichtbarkeit mit Zylinderlinsen
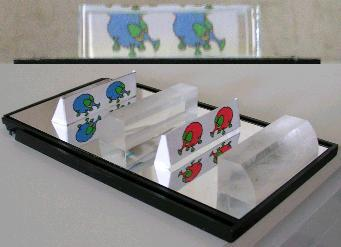
Unsichtbarkeit mit Zylinderlinsen
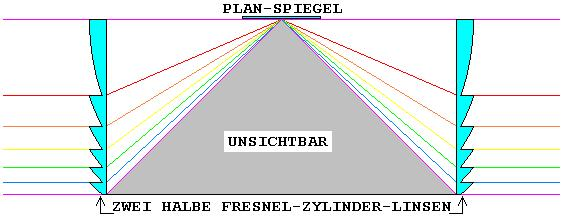
Unsichtbarkeit mit Fresnel-Zylinderlinsen

### Unsichtbarkeit mit Linsen
Da für das Unsichtbar-Machen große Linsen benötigt werden, kann man um Gewicht zu sparen Fresnellinsen verwenden. Eine Zylinderlinse besteht aus Teilflächen eines Zylindermantels und bündelt das Licht auf eine Brennlinie. In dieser Brennlinie befindet sich ein schmaler Planspiegel, der das Licht zu einer zweiten Fresnel-Zylinderlinse reflektiert. Um zwei getrennte unsichtbare Zonen zu vermeiden, werden zwei halbierte Fresnel-Zylinderlinsen verwendet.
Im Gegensatz zu anderen Methoden der Unsichtbarkeit ist diese Methode relativ platzsparend. Alle Bauteile stellen die Wandung eines Quaders dar, und die Hälfte des Innenraumes ist unsichtbar. Auch hier gilt, dass aus einem bestimmten Blickwinkel nur noch der Hintergrund des Objektes, aber nicht das Objekt selbst gesehen werden kann.
Zur technischen Realisierung: Das vom hinteren Bild kommende Licht geht durch die Brennlinie unterhalb des vorderen Bildes. Einen kleinen Teil des vorderen Bildes sieht man am oberen Bildrand. Das ist eine Folge der sphärischen (hier: zylindrischen) Aberration. Das könnte durch die Beschneidung der Linsen korrigiert werden.

### Unsichtbarkeit durch Gravitation

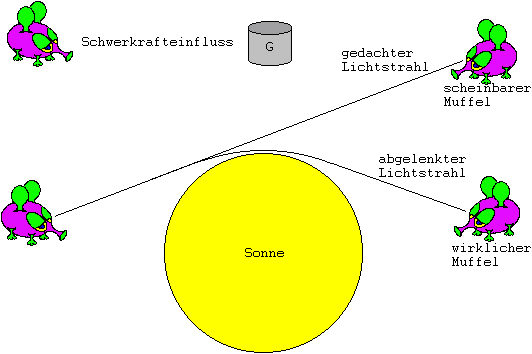
Schwerkrafteinfluss auf Licht

Starke Gravitationsfelder, wie sie in der Nähe von Neutronensternen und schwarzen Löchern vorkommen, können das Licht so stark ablenken, dass der verursachende Himmelskörper unsichtbar wird. Auf der Erde kann man so starke Gravitationsfelder deshalb nicht erzeugen, weil man dazu riesige Massen auf extrem hohe Dichte komprimieren müsste.
Falls das in fernster Zukunft dennoch gelingen sollte, dann hätte man ein durch seine starke Gravitationswirkung und durch seine Hawking-Strahlung sehr gefährliches kleines Schwarzes Loch erzeugt. In harmloser Weise verändert auch das Gravitationsfeld unserer Sonne die scheinbaren Positionen benachbarter Sterne (siehe Zeichnung „Schwerkrafteinfluss auf Licht“). Man könnte also überspitzt behaupten, dass diese Sterne an ihrem wirklichen Ort unsichtbar sind. Dies trifft auch für andere Phänomene der Astronomie zu, z. B. durch die Aberration und die Astronomische Refraktion.

### Unsichtbarkeit mit Mikro-Kamera-Projektoren

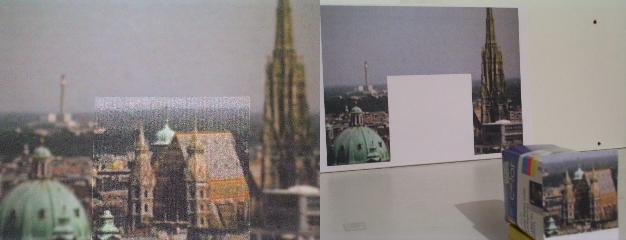
Unsichtbarkeit durch Reproduktion des Hintergrundbilds

Die Übertragung des Hintergrundbildes auf die Vorderseite eines Gegenstandes führt zu seiner Unsichtbarkeit. Bei ruhendem Hintergrund, und bei nur einem Standort des Beobachters ist das sehr einfach. Zum Beispiel hat der Fotograf JR im Jahre 2016 die Glaspyramide im Innenhof des Louvre durch eine Trompe-l’œil scheinbar verschwinden lassen.
Es wurde auch der Vorschlag gemacht, dass man vor dem unsichtbar zu machenden Gegenstand einen Flachbildschirm mit hoher Leuchtdichte aufstellt, und hinter dem Gegenstand eine Farbvideokamera, die das Bild des Hintergrundes an den Bildschirm übermittelt. Es ist klar, dass bei hellem Sonnenschein dieser Bildschirm mit der Leuchtdichte große Probleme hätte.
Bei differenzierteren Hintergrundbildern stellt sich zusätzlich die Frage nach dem Blickwinkel und ob eher ein Weitwinkel- oder ein Tele-Objektiv für die Kamera günstig wäre. Man könnte zwar einen hoch auflösenden Bildschirm auch mit richtungsselektiven Mikro-Kugel-Linsen überziehen, dies würde aber höhere Kosten verursachen. Das Ziel einer solchen Maßnahme ist, jeden Blickwinkel mit dem passenden Hintergrundbild zu versorgen. Ein bereits realisiertes Beispiel dafür sind jene Stereobilder, die mit Mikro-Zylinder-Linsen erzeugt werden.

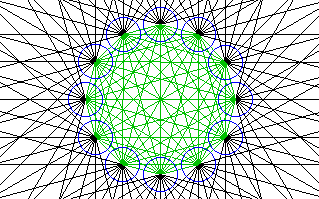
Unsichtbarkeit mit Kameraprojektoren

Die Unsichtbarkeit mit Mikrokameras, die zugleich auch Mikroprojektoren sind:
Die zwölf blauen Kreise stellen die Mikrokameraprojektoren dar, in der Realität werden aber einige Hunderttausend davon benötigt. Die schwarzen Linien außen stellen die Lichtstrahlen dar. Die grünen Linien innen stellen die Zuordnung der Bildsignale dar, aber keineswegs ein Drahtgeflecht, das die Kameraprojektoren verbindet.
Die Mikrokameraprojektoren sollten plankonvexe Linsen besitzen, die nach außen flach und nach innen gewölbt sind, denn nach außen gewölbte Linsen würden einander bei streifendem Lichteinfall stören.
Diese Technologie ist momentan noch nicht realisierbar, aber versuchen wir sie dennoch durchzurechnen: Das Auflösungsvermögen des menschlichen Auges beträgt bei 10 m Abstand 3 mm, und unser System soll bei Abständen, die größer sind als 10 m, funktionieren. Daraus folgt, dass die Mikro-Kameraprojektoren 3 mm groß sein dürfen. Das unsichtbar zu machende Objekt soll vorerst ein Quadrat von 90 cm Kantenlänge sein. Daraus folgt, dass man 900 / 3 = 300 Kameraprojektoren pro Bildzeile benötigt, und insgesamt 300 · 300 = 90.000 Kameraprojektoren verwenden muss. Innerhalb der Kamera-Projektoren haben 300 CCD-LED-Pixel insgesamt 3 mm Platz, sie dürfen daher 3 / 300 = 0,01 mm groß sein, müssen aber dreifarbig sein. Das bedeutet, dass auf einer Fläche von 0,01 mm × 0,01 mm sechs Bereiche existieren müssen, drei CCD-Sensoren und drei LED-Leuchtflächen, jeweils für Rot, Grün, und Blau. Das lässt sich schon mit der heutigen Chiptechnologie problemlos herstellen, wie sie in Digitalkameras verwendet wird.
Damit das Licht der LED-Leuchtflächen die CCD-Sensoren nicht erreichen und stören kann, könnte man Trennflächen zwischen ihnen errichten, aber aus Platzgründen, wegen der Lichtbeugung, der Lichtstreuung, und der Grenzflächenreflexion wäre das keine gute Methode. Besser wäre eine zeitliche Trennung. 1/20 Sekunde = 50 ms (Millisekunden) (allerdings hat dies den Nachteil, dass das Objekt seine eigenen Schatten, die man bei ausreichender Intensität der LEDs nicht sieht, wiedergibt, wenn man durch das Objekt hindurch auf sie blickt.) 50 ms = 20 ms CCD aktiv + 5 ms Pause + 20 ms LED aktiv + 5 ms Pause, und wieder von vorne. Falls man aus technischen Gründen keine zeitliche Trennung durchführen will, sondern kontinuierlich arbeiten will, dann könnte man die Mikrokameras und die Mikroprojektoren nebeneinander in getrennten Mikrogehäusen anordnen. Ideal wäre eine halbkugelige Form für die Abbildungsebene der Kameraprojektoren. Jedoch bestehen Halbleiterchips aus Monokristallen, die sich nur für ebene Flächen eignen. Als Kompromiss könnte man die Form eines Würfels wählen, der parallel zu zwei seiner gegenüber liegenden Flächen halbiert ist.
Ein großes Problem stellt die Leuchtdichte dar. Jedes Pixel betreut ein paralleles Lichtbündel von 3 mm Durchmesser. Das bedeutet, dass die Leuchtdichte jedes Pixels 90.000-mal so hoch sein muss, wie die Leuchtdichte im Lichtbündel. In der Blickrichtung zur Sonne werden die CCD-Sensoren wahrscheinlich beschädigt und die LED-Leuchtflächen werden es nicht verhindern können, dass man bei Sonne einen Schatten wirft.
In fernerer Zukunft könnte man diese Probleme mit der Photonik lösen. Schon heute existieren Lichtleiterfasern, die durch den Laser-Effekt das eintretende Licht aktiv verstärken können. Dann hat man nur noch das kleine Problem, wie man 8.100.000.000 rund ein Meter lange Lichtleiterfasern in den Innenraum von 90 cm Durchmesser stopft. Den korrekten Anschluss dieser Lichtleiterfasern sollte man von Mikrorobotern durchführen lassen. Im Prinzip gilt hier das grüne Verdrahtungsschema im Inneren des oben stehenden Bildes. Bei all dem sollte man nicht vergessen, dass man auch noch Platz für die Energieversorgung und den Passagier benötigt, denn sonst macht sich das Gerät nur selbst unsichtbar.

### Unsichtbarkeit durch neue Metamaterialien auf Quantenebene
Das kanadische Unternehmen HyperStealth Biotechnology Corp. arbeitet seit mehreren Jahren an ihrer Quantum Stealth Technology und entwickelte im Geheimen für das US-Militär einen Quantum Stealth Suit. Dieser soll es militärischen Spezialeinheiten erlauben nicht nur verdeckt, sondern nahezu unsichtbar zu operieren.
Ermöglicht werden soll dies durch ein neues Material, das derzeit an der University of Pennsylvania erforscht wird. Die Idee dahinter ist, Materialien mit Licht interagieren zu lassen, ähnlich wie es Atome tun. Jedoch geschieht dies auf einem viel kleineren Level, sodass die künstlichen Strukturen kleiner als die Lichtwellen selbst sind. Dadurch sollen die optischen Eigenschaften nicht mehr so beschränkt sein, wie es bei konstitutiven Materialien der Fall ist. Eine Digitalisierung dieser Metamaterialien könnte dazu genutzt werden, das Licht genau auf der anderen Seite wiederzugeben.
Ein Vorteil eines solchen Metamaterials ist, dass Licht nicht nur wie bislang durch Lupen und Spiegel gelenkt und reflektiert, sondern auch gedehnt, gestreckt, verzerrt und in weiteren Arten manipuliert werden kann.

## Kultur und Philosophie
Für das menschliche Auge unsichtbare Phänomene sind abstrakte Konzepte wie Gefühle und Gedanken, z. B. Unendlichkeit, also Dinge, von denen man sich nicht oder nur durch Metaphern eine bildliche Vorstellung machen kann.
In der griechischen Mythologie konnten Götter unsichtbar auf der Erde wandeln, ebenso die Geister. In germanischen Sagen machen sich die Zwergenkönige Alberich und Laurin mit Hilfe einer Tarnkappe unsichtbar.
Der Philosoph Platon unterschied zwischen der äußeren Oberfläche der Dinge und ihrem abstrahiertem Wesen, den Ideen.
Die Abstrakte Malerei versucht unsichtbare abstrakte, z. B. gedankliche, Strukturen zu visualisieren; die Konzeptkunst arbeitet mit den unsichtbaren Bedeutungen hinter den visuellen Oberflächen.

## Unsichtbarkeit in Literatur und Film
Unsichtbarkeit ist seit jeher ein anziehendes Thema der SciFi- und Fantasy-Kultur. Am bekanntesten ist hier H. G. Wells Roman Der Unsichtbare, der häufig als Grundlage für andere Verarbeitungen des Themas fungiert. The Invisible Man war eine beliebte Fernsehserie mit einem unsichtbaren Helden. Invisible Girl ist Mitglied der Superheldengruppe Die Fantastischen Vier. In dem Sci-Fi-Franchise Star Trek, beispielsweise dem Film Das unentdeckte Land, verwenden einige Spezies Raumschiffe mit Tarnschilden, welche diese für das Auge und Sensoren unsichtbar erscheinen lassen.
Im Film Mission: Impossible – Phantom Protokoll verwenden die Protagonisten eine mit Hochtechnologie ausgestattete Stellwand, auf die ein Bild projiziert wird, um dadurch den Raum hinter der Wand für eine einzelne davor stehende Person unsichtbar werden zu lassen. Hinter der Stellwand befindet sich eine Kamera, die das zu projizierende Bild aufnimmt. Die Blickrichtung der vor der Wand befindlichen Person wird erfasst und die Projektion entsprechend angepasst, um eine räumlich korrekte Darstellung zu gewährleisten.
Im Bereich der Fantasy können oft Magie oder bestimmte Gegenstände wie zum Beispiel ein Ring in Der Herr der Ringe von J. R. R. Tolkien oder ein Umhang bei Harry Potter von J. K. Rowling für Unsichtbarkeit sorgen.
Geschichten über unsichtbare Menschen thematisieren häufig auch den moralischen Verfall dieser, so auch der oben beschriebene Der Unsichtbare von H. G. Wells. 1996 erschien eine britische Kinderserie namens Unsichtbar.